# Eden Hazard
Eden Michael Hazard (La Louvière, 7 de janeiro de 1991) é um ex-futebolista belga que atuava como ponta-esquerda e meio-campista.
Hazard começou sua carreia no LOSC Lille em 2007 e tornou-se um dos maiores destaques do time francês. No ano de 2011, liderou a equipe para vencer a Ligue 1 com o belga sendo o principal destaque da equipe.
Após mais uma época, o craque deixou o país para assinar com o Chelsea pelo valor de 32 milhões de euros. Em Londres, o atacante viveu sua melhor fase na carreira, tendo todos os títulos nacionais possíveis e conquistou a Liga Europa da UEFA idem.
Após 352 partidas pelo time inglês, deixou o clube para assinar com o Real Madrid e aumentar sua lista de títulos. Em Madrid, o atleta tivera um desempenho abaixo das expectativas, já que havia sido uma grande contratação que assumiu a camisa 7 alguns anos após a saída de Cristiano Ronaldo, mas cumpriu seu contrato até o fim e chegou a marca 76 partidas na Espanha.
Eden foi a principal figura da grande geração Belga que disputou a Copa do Mundo de 2018. Na competição, ele foi considerado o segundo melhor jogador e também esteve presente no time ideal ao fim da campanha que terminou com a medalha de bronze para sua seleção que ainda contava com Romelu Lukaku e Kevin De Bruyne.
Após o fim de seu contrato no time de Madrid, Hazard optou por se aposentar do futebol. Sua despedida dos gramados rendeu diversas homenagens dos times que ele passou.  

## Carreira

### Início
Hazard começou sua carreira jogando futebol na cidade natal, no clube Royal Stade Brainois. Ele passou cinco anos no clube antes de ir para o AFC Tubize. Hazard foi descoberto por um olheiro do Lille, jogando em um torneio local, com o clube. Mais tarde em um relatório, o olheiro descreveu o jogador aos funcionários do clube e depois em uma reunião com os pais de Hazard, o jovem assinou um contrato de três anos com a equipe.

### Lille

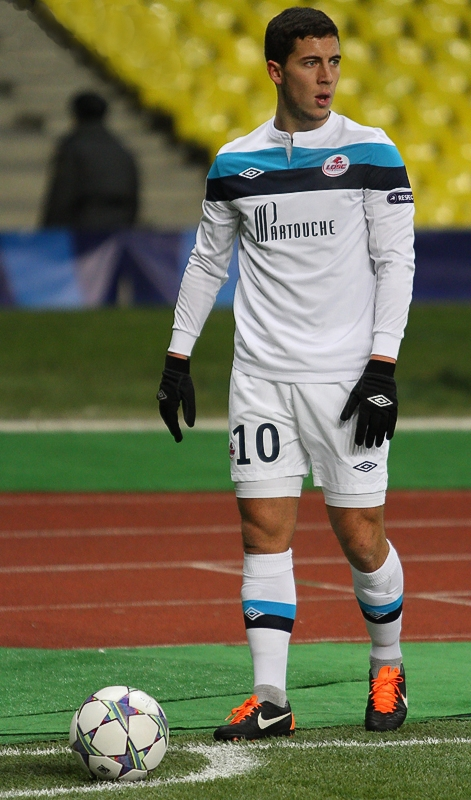
Eden Hazard no Lille.

#### 2007–08
Assim, tendo assinado o contrato com a equipe, Hazard primeiramente jogou nas categorias de base, mais tarde sendo chamado para a equipe principal pelo então treinador Claude Puel, em um amistoso com a equipe belga do Club Brugge no dia 27 de setembro de 2007.

#### 2008–09
Para temporada 2008–09, Hazard usou o número 26 na camisa e com a chegada de Rudi Garcia passou a ser usado com mais frequência. O primeiro gol da carreira de Eden resultou em ele se tornar o mais jovem a marcar um gol na história do clube. Seu primeiro gol foi no dia 20 de setembro de 2008, contra o Auxerre, nessa partida seu time venceu por 3–2, se destacando em dar passe para o primeiro gol do Lille sobre o Auxerre. Após a temporada, ele foi nomeado Melhor Jovem do Ano da Ligue 1, tornando-se o primeiro não francês a atingir essa honra.

#### 2009–10
Após a temporada de 2008–09, a especulação constante da mídia ocorreu em vários países a respeito da disponibilidade de Hazard no mercado de transferências. Apesar do presidente do Lille, Michel Seydoux declarar que o jogador desejava permanecer no clube por pelo menos mais uma temporada, vários clubes demonstraram interesse no jogador. Entre os clubes notáveis que desejavam o jogador estavam o Arsenal, Manchester United, Internazionale de Milão, Barcelona e Real Madrid. A lenda do futebol francês Zinédine Zidane pessoalmente recomendou o jogador ao Real Madrid. Em 22 de outubro de 2009, ele marcou um gol na vitória por 3–0 sobre o Genoa aos 39 minutos do segundo tempo pela Liga Europa.
No dia 29 de abril, Hazard foi nomeado para o prêmio de Jogador do Ano na Ligue 1. Em 9 de maio, Hazard foi premiado com o troféu de Jogador Jovem pela FNUAP do ano pela segunda temporada consecutiva. Ele é o primeiro jogador, desde a criação do prêmio em 1994, a ganhar o prêmio duas vezes. No entanto, Hazard perdeu o prêmio de Jogador do Ano da Ligue 1, que foi dado ao atacante argentino Lisandro López.
Hazard fez sua estreia na Liga Europa da UEFA no dia 17 de setembro de 2009, em uma partida contra o Valencia.

#### 2010–11
Hazard teve um começo de temporada 2010-11 marcando gols e dando assistências, tanto pelo Campeonato Francês quanto na Liga Europa da UEFA. No dia 2 de abril de 2011, completou o seu jogo de número 100 pelo Lille, e marcou o segundo gol na vitória por 3–1 sobre o Caen. vitória que também ajudou o seu time a ficar com oito pontos de vantagem na liderança do campeonato.
Com Hazard, o Lille voltou a ganhar um título, foi a Copa da França de 2010-11, numa vitória por 1–0 contra o Paris Saint-Germain na final do torneio. A conquista desse torneio representou um título inédito na carreira de Hazard e também depois de 1955 o Lille voltou a erguer a taça de campeão da Copa da França.
Mais tarde o Lille venceu a Ligue 1 de 2010–11 com duas rodadas de antecipação, esse que representava o segundo título de Hazard em sua carreira profissional, ficando oito pontos à frente do segundo colocado, o Olympique de Marseille, Hazard foi nomeado o Jogador do Ano, tornando-se o mais jovem jogador a ganhar o prêmio. Ele também entrou para a seleção do torneio pela segunda vez consecutiva. Hazard marcou seu primeiro hat-trick no dia 20 de maio de 2012, contra o Nancy, o clube dele venceu por 4–2.

#### 2011–12
Hazard foi nomeado o Jogador do Ano pela segunda vez consecutiva na temporada seguinte,  ficando à frente de nomes como Olivier Giroud e Younès Belhanda. Hazard se tornou o segundo jogador na história a conseguir a honraria em temporadas consecutivas, desde Pedro Pauleta do PSG.
Encerrou sua passagem na equipe francesa, onde fez 194 jogos, nos quais contribuiu com 50 gols e 53 assistências.

### Chelsea

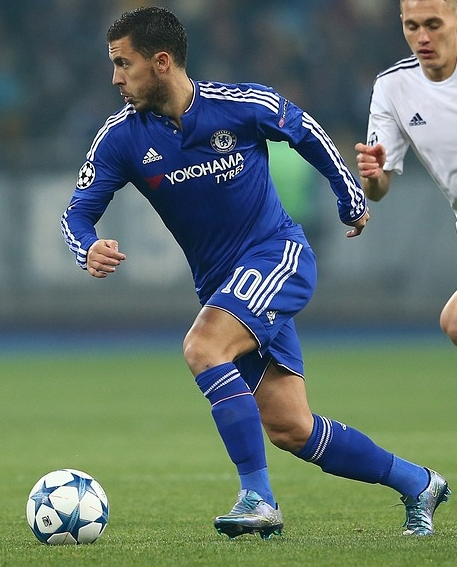
Eden Hazard no Chelsea.

#### 2012–13
No dia 28 de maio de 2012, acertou a sua transferência ao londrino e então campeão da Liga dos Campeões da UEFA, Chelsea. Hazard era disputado por mais outros clubes como Manchester City e Manchester United. Foi apresentado oficialmente uma semana depois, no dia 4 de junho. Hazard assinou contrato por cinco anos com os ingleses.
Após amistosos de pré-temporada, Hazard estreou oficialmente pelos Blues no dia 19 de agosto, na vitória por 2–0 sobre o Wigan. O belga não marcou gols, mas fez assistência para o primeiro gol e sofrendo um pênalti. A cobrança foi convertida por Frank Lampard, para marcar o segundo. Em sua segunda partida, apenas três dias depois, foi o autor de mais três assistências na vitória por 4–2 sobre o Reading. Seu primeiro gol oficial com a camisa do Chelsea aconteceu na rodada seguinte, novamente em jogo válido pelo Campeonato Inglês, desta vez contra o Newcastle. Hazard foi o autor do primeiro gol na vitória por 2–0, em cobrança de pênalti. O segundo foi marcado por Fernando Torres com assistência de calcanhar do belga.
Em 23 de janeiro de 2013, durante o empate dos londrinos por 0–0 contra o Swansea, pela Copa da Liga Inglesa, Hazard agrediu um gandula que retardava a devolução da bola ao campo, o que culminou com a sua expulsão. Apesar de ter conversado com o agredido e ter pedido desculpas após o jogo, o belga pode não escapar de uma punição da FA. Fez um gol contra o Sparta Praha e ajudou o Chelsea a se classificar para a próxima fase.
Fez um gol contra o Manchester United em 10 de março, na partida válida pela Copa da Inglaterra que terminou no empate de 2–2. Marcou um gol na vitória do Chelsea sobre o West Ham por 2–0 no dia 17 de março. Marcou o segundo gol do Chelsea no empate por 2–2 com o Liverpool em 21 de abril de 2013, pelo campeonato inglês.

#### 2013–14
Na primeira partida da temporada 2013-14, marcou um gol contra o Bayern de Munique na decisão da Supercopa da UEFA de 2013, mas não conseguiu evitar a derrota de sua equipe nos pênaltis por 5–4, após empate por 2–2 no tempo normal e na prorrogação. Ao longo da temporada foi um dos grandes destaques da equipe ajudando o clube londrino a se classificar novamente para uma semifinal de Liga dos Campeões da UEFA, em que acabaram eliminados para o Atlético de Madrid.

#### 2014–15
Hazard foi o principal jogador do Chelsea na temporada 2014-15, sendo eleito o melhor jogador da Barclays Premier League, onde foi campeão com três rodadas de antecedência e alcançando a marca de dezesseis gols marcados na competição, um deles, o mais decisivo, no confronto contra o Crystal Palace, o gol do título do Campeonato, numa cobrança de pênalti na vitória pelo placar mínimo (1–0). Hazard também marcou gols importantes pela Liga dos Campeões da UEFA, mas não conseguiu evitar a eliminação em casa nas oitavas de finais diante do Paris Saint-Germain. O camisa também foi destaque da boa campanha do Chelsea na conquista da Copa da Liga Inglesa derrotando o Tottenham na decisão.

#### 2015–16
Hazard sofreu um início difícil para a temporada de 2015-16, desperdiçando uma penalidade na fase de grupos da Liga dos Campeões contra o Maccabi Tel Aviv. Em 27 de outubro, na quarta fase da Copa da Liga em duelo contra o Stoke City, Hazard foi o único jogador a perder sua cobrança na eliminação de pênaltis do Chelsea. A má fase de Hazard durou 30 partidas consecutivas sem marcar até 31 de janeiro de 2016, quando marcou de pênalti, seu 50° gol para o Chelsea em todas as competições, em uma vitória por 5–1 sobre o Milton Keynes Dons, na quarta fase da Copa da Inglaterra.
Em fevereiro de 2016, Hazard foi examinado quando disse que "seria difícil dizer não" a uma mudança para Paris Saint-Germain. Ele permaneceu sem gols na liga até 23 de abril, quando registrou dois gols em uma vitória por 4–1 contra o Bournemouth; Após o resultado, o técnico interino Guus Hiddink insistiu que Hazard permaneceria no Chelsea na próxima temporada. Para a segunda temporada consecutiva, Hazard marcou o gol que decidiu a Premier League; ele saiu do banco de reservas em um jogo em casa no dia 2 de maio, contra o Tottenham, e empatou a partida quando o Chelsea estava perdendo de 2–0. O resultado deu o troféu ao Leicester às custas do Tottenham. No dia 11 de maio de 2016, Hazard marcou seu quarto e último gol da temporada contra o Liverpool. O Chelsea não conseguiu segurar a vitória, e Hazard viu o seu compatriota Christian Benteke marcar na prorrogação para empatar a partida em 1–1.

#### 2016–17
No dia 15 de agosto, Hazard começou a temporada, marcando o primeiro gol do Chelsea da temporada depois de converter uma penalidade em uma vitória por 2–1 sobre o West Ham. Hazard registrou um total de 81 toques ao longo do jogo, e sua atuação lhe rendeu o homem do jogo. Em 27 de agosto, Hazard ganhou outro homem do jogo na vitória por 3–0 sobre o Burnley, ele marcou um gol aos 9 minutos de jogo. Depois que a votação terminou em 5 de setembro, Hazard recebeu a maioria dos votos da pesquisa pública, 41%, para o Prêmio Jogador do Mês da Premier League, embora Raheem Sterling tenha sido nomeado nesse prêmio.
Em 15 de outubro de 2016, Hazard juntamente com Diego Costa dedicou seus gols a Willian em uma vitória por 3–0 sobre o atual campeão, o Leicester. No dia 23 de outubro de 2016, Hazard marcou seu quarto gol da temporada, igualando o número de jogos da liga como a temporada anterior em uma vitória por 4–0 sobre o ex-treinador do Chelsea, José Mourinho. O perigo continuou sua forma maravilhosa, marcando o primeiro gol e ajudando no segundo na vitória sobre o Southampton por 2–0. Em 30 de outubro de 2016. Esta foi a primeira vez que Hazard marcou em três jogos consecutivos da Premier League, levando a certas seções da mídia afirmando que ele voltou ao seu melhor. A boa fase de Hazard continuou na próxima partida, quando marcou dois gols e ajudou em outro na vitória do Chelsea sobre o Everton por 5–0 no Stamford Bridge, no dia 5 novembro. Ganhando-lhe outro homem do jogo, o seu terceiro em uma fileira na Premier League de 2016–17. No dia 18 de novembro de 2016, Hazard foi nomeado Jogador do Mês da Premier League de outubro.
No dia 26 de dezembro tornou-se o sexto jogador da história dos Blues a marcar pela 50° vez na Premier League, de pênalti, na vitória por 3–0 sobre o Bournemouth em Stamford Bridge, na qual foi a décima segunda vitória consecutiva do Chelsea na Premier League.

#### 2017–18
Hazard começou a temporada com uma ótima atuação na vitória por 2–1 contra o Atlético de Madrid em pleno estádio do adversário pela segunda rodada da fase de grupos da Liga dos Campeões, tendo sido escolhido como o melhor jogador da partida em que não fez gol, mas deu uma assistência e participou da jogada do 2° gol. Na partida seguinte pela Liga dos Campeões voltou a ter destaque e foi escolhido novamente como o melhor jogador da partida em que marcou seus dois primeiros gols nesta edição da competição, no empate por 3–3 contra a Roma. Marcou também de pênalti na vitória por 4–0 sobre o Qarabağ na penúltima rodada da fase de grupos da Liga dos Campeões, ajudando o clube a se classificar para as oitavas de final na segunda posição do grupo.
No dia 18 de novembro de 2017, antes da partida contra o Qarabağ, Hazard havia marcado duas vezes na goleada do Chelsea fora de casa sobre o West Bromwich por 4–0 pela Premier League. Antes da última rodada da fase de grupos da Liga dos Campeões, o meia se destacou na vitória por 3–1 sobre o Newcastle, em que novamente marcou dois gols. Voltou a ter uma grande atuação na goleada sobre o Brighton & Hove Albion em 20 de janeiro de 2018, em que marcou dois ótimos gols na vitória por 4–0 fora de casa, sendo escolhido como o homem do jogo.
Marcou, de pênalti, o gol que deu o título da Copa da Inglaterra na vitória contra o Manchester United por 1–0 no Wembley Stadium.

#### 2018–19
Após diversos rumores de uma possível ida do camisa 10 do Chelsea para o Real Madrid, o mesmo entrou em campo pela primeira vez na temporada 2018-19 durante a vitória sobre o Huddersfield Town na primeira rodada da Premier League, entrando como substituto na metade do segundo tempo e dando assistência para o gol de Pedro Rodríguez. Na partida seguinte deu assistência para o gol de Marcos Alonso que decidiu o clássico contra o Arsenal em vitória de 3–2 para o Chelsea.
Seu primeiro gol aconteceu na vitória sobre o Newcastle por 2–1 na terceira rodada da Premier League. Pela quinta rodada, Hazard teve atuação memorável na vitória por 4–1 em cima do Cardiff City. O belga marcou um hat-trick, tendo anotado dois gols ainda no primeiro tempo quando o Chelsea estava em desvantagem no placar. Em partida válida pela quarta fase da Copa da Liga Inglesa, Hazard deciciu o clássico contra o Liverpool ao marcar o gol que eliminou o rival em pleno Anfield. A partida foi encerrada com vitória dos Blues por 2–1. Na mesma semana, voltou a marcar diante dos Reds, no empate em 1–1 pela sétima rodada da Premier League.
Na partida das quartas de final da Copa da Liga, diante do Bournemouth, Hazard saiu do banco de reservas durante o segundo tempo e marcou o gol decisivo que deu a classificação aos Blues com vitória por 1–0. Eden voltou a ser importante na classificação dramática para a final da Copa da Liga diante do Tottenham. O belga marcou o segundo gol da vitória por 2–1 em Stamford Bridge, resultado que levou a decisão para os pênaltis. Teve grande atuação no empate contra o Manchester City por 0–0 pela final da Copa da Liga. O título acabou decidido nos pênaltis com Hazard convertendo a última cobrança do Chelsea, mas não evitando a derrota por 4–3.
Em pleno dia do aniversário de 114 anos do Chelsea, Eden marcou o gol que evitou a derrota em casa para o Wolverhampton no minuto 92, ao finalizar de fora da área e com precisão no canto esquerdo da meta de Rui Patrício. Algumas semanas depois, teve atuação memorável diante do West Ham, marcando os dois gols da vitória importante por 2–0, resultado que recolocou os Blues no top 4 da Premier League.
Na penúltima rodada, Hazard chegou a marca de 15 assistências na Premier League 2018–19, ao servir os companheiros Ruben Loftus-Cheek e David Luiz a marcarem os dois primeiros tentos da vitória por 3–0 sobre o Watford, no último jogo dos Blues no Stamford Bridge. Este resultado classificou o Chelsea para a próxima Liga dos Campeões de 2019–20. Com este número, Eden liderou as estatísticas de assistências da Premier League, além de ter sido o artilheiro dos Blues na temporada.
Encerrou a temporada de maneira épica, se despedindo do Chelsea após vencer a Liga Europa da UEFA com os Blues em cima do rival Arsenal, na vitória por 4–1. O belga foi o grande destaque do jogo, marcando dois gols e dando uma assistência.
No final da temporada deixou Londres rumo a Madri e encerrando sua passagem com 352 jogos, 110 gols e 92 assistências, em seus sete anos no clube.

### Real Madrid

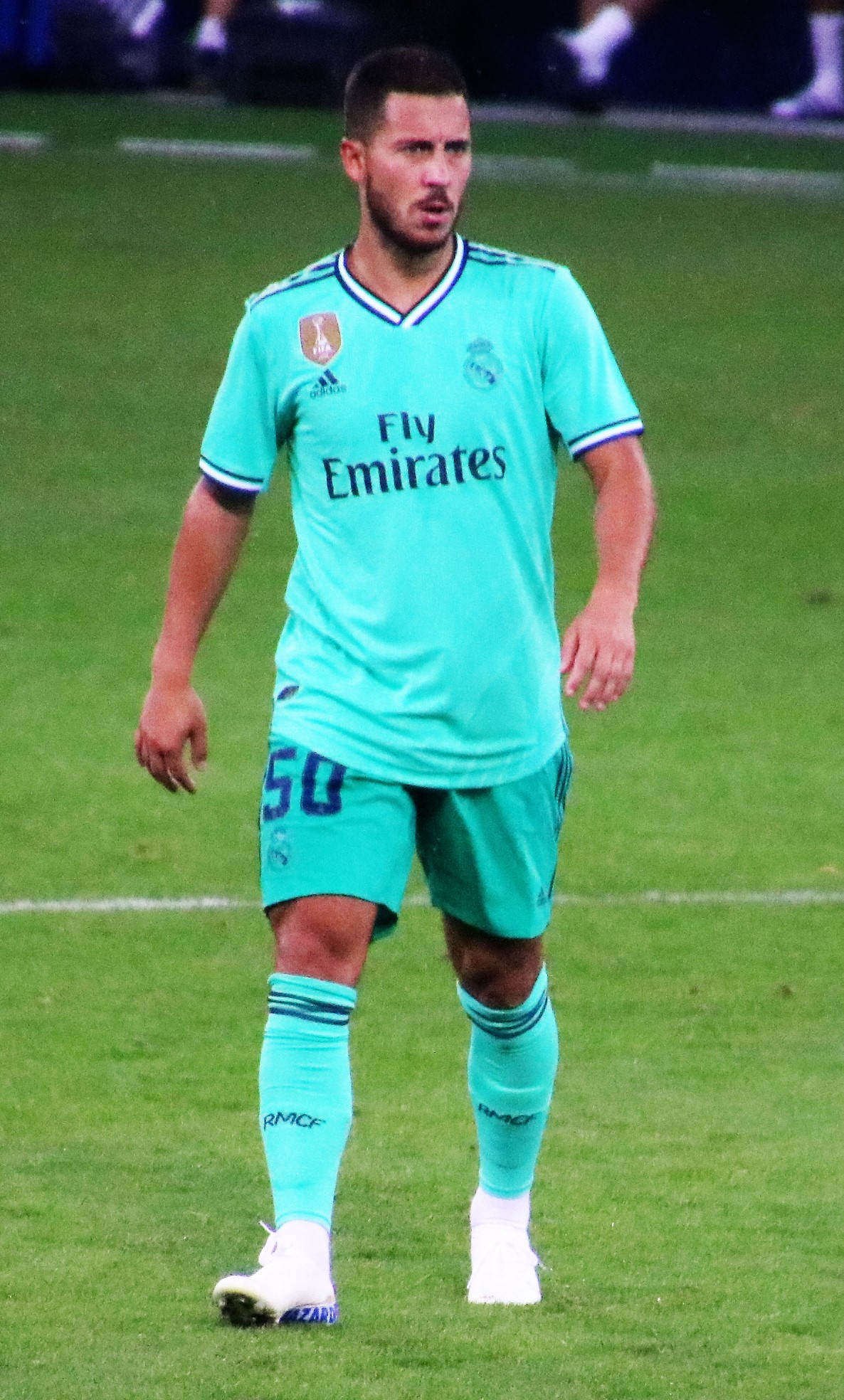
Eden Hazard no Real Madrid.

#### 2019–20
No dia 7 de junho de 2019, o Real Madrid anunciou o acordo com o Chelsea para a transferência de Hazard, com vínculo até 30 de junho de 2024. O clube merengue desembolsou 115 milhões de euros pelo jogador.
Marcou de cobertura seu primeiro gol pelo novo clube, bem como deu assistência na vitória por 4–2 diante do Granada em partida válida pela 8ª rodada da La Liga de 2019–20. Deu assistência na vitória por 1–0 diante do Galatasaray, em partida válida pela terceira rodada da fase de grupos da Liga dos Campeões de 2019-20. Também deu assistência na vitória por 5–0 diante do Leganés, e posteriormente na vitória por 4–0 diante do Eibar em partidas válidas pelo Campeonato Espanhol.

#### 2020–21
Em 31 de outubro de 2021, Hazard marcou seu primeiro gol em mais de um ano, que também foi seu primeiro gol na temporada 2020–21, na vitória por 4-1 sobre o Sociedad Deportiva Huesca. Em 25 de novembro, ele marcou seu primeiro gol na Liga dos Campeões pelo Real Madrid, em uma vitória por 2 a 0 fora de casa contra a Inter de Milão.

#### 2021–22
Em 2021–22, começou jogando bem no início da temporada, mas Vinícius Júnior, que divide a mesma posição de Hazard, marcou três gols nos dois primeiros jogos da temporada, fazendo com que o belga fosse deixado de lado entre os titulares de Carlo Ancelotti. Em 20 de janeiro, Hazard marcou seu primeiro gol na temporada contra o Elche, para colocar o Real Madrid nas quartas de final da Copa do Rei.
Em 25 de março, o Real Madrid anunciou que Hazard passaria por uma cirurgia para remover a placa de osteossíntese em sua fíbula direita. Em 30 de abril, Hazard ganhou seu segundo título da La Liga com o Real Madrid, após uma vitória por 4–0 em casa contra o Espanyol. Em 28 de maio, apesar de não ter jogado a decisão, conquistou seu primeiro título da Liga dos Campeões da UEFA, após o triunfo do Real Madrid sobre o Liverpool.

#### 2022–23
Hazard terminou temporada 2022/23, com 10 jogos, sendo apenas quatro como titular, contabilizando 393 minutos em campo.
Em 3 de junho, O Real Madrid anunciou que Eden Hazard não vai continuar no clube para próxima temporada. O clube merengue anunciou, oficialmente, que Hazard teve seu contrato rescindido. Hazard realizou apenas 76 partidas em todas as competições pelo Los Blancos, contribuiu com sete golos e 12 assistências durante o seu tempo em Espanha. Ele deixou clube onde conquistou 8 títulos: 1 Taça dos Campeões Europeus, 1 Mundial de Clubes, 1 Supertaça Europeia, 2 Ligas, 1 Taça do Rei e 2 Supertaças de Espanha. Eden Hazard anunciou oficialmente a sua aposentadoria como jogador de futebol profissional no dia 10 de outubro de 2023, aos 32 anos. 

## Seleção Belga

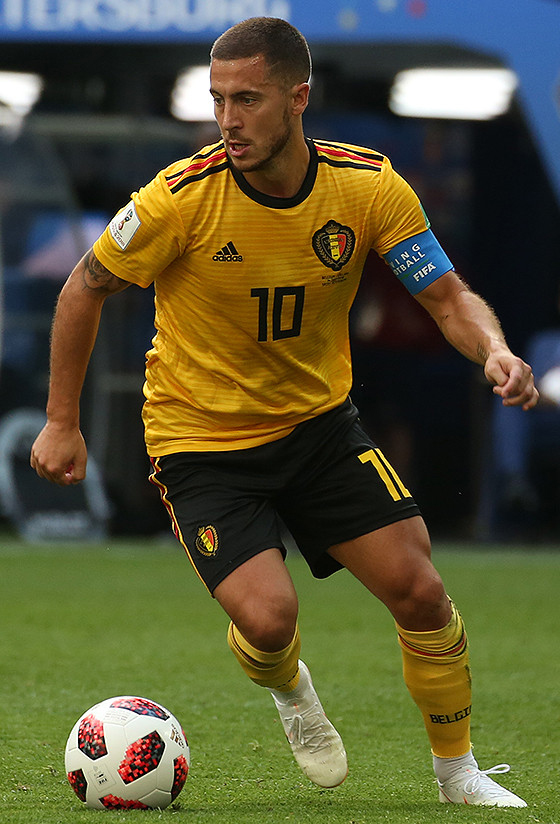
Eden Hazard na Seleção Belga.

Estreou pela Seleção Belga principal em 19 de novembro de 2008 em partida amistosa contra Luxemburgo.
Em 2014 foi convocado para a Copa do Mundo da FIFA realizada no Brasil como a principal estrela da forte Seleção Belga. No sorteio da fase de grupos a Bélgica fugiu dos grandes, ficando ao lado de Coreia do Sul, Argélia e Rússia.
Na primeira rodada, ajudou os belgas a estrearem com vitória sobre a Argélia por 2–1. Hazard teve atuação discreta nos jogos seguintes, mesmo assim a Bélgica conseguiu vencer os dois jogos por 1–0 e se classificou para o mata-mata com 100% de aproveitamento.
Hazard voltou a ter participação discreta na partida contra os Estados Unidos pelas oitavas de final, mesmo assim a Bélgica conseguiu vencer por 2–1 na prorrogação e conseguiu se classificar. Na partida das quartas de final contra a Argentina, Hazard espantou as críticas tendo uma ótima atuação na partida, mas não conseguiu evitar a eliminação por 1–0.

### Eurocopa 2016
Em 31 de maio de 2016, foi confirmado na lista de 23 jogadores que disputaram a Euro. Estreou com derrota por 2–0 para a Itália. Pela segunda rodada, Hazard deu uma assistência para o segundo gol de Romelu Lukaku na vitória por 3–0 sobre a Irlanda. Em 22 de junho, deu uma assistência para o gol de Radja Nainggolan na vitória por 1–0 sobre a Suécia, garantindo a classificação belga para as oitavas de final. Nessa mesma partida foi eleito o Homem do Jogo.
Pelas oitavas de final foi eleito novamente Homem do Jogo na vitória por 4–0 sobre a Hungria, fez um gol e deu uma assistência para o gol de Batshuayi. Deu uma assistência para o gol de Nainggolan na derrota por 3–1 para o País de Gales. Nas cinco partidas que disputou, Hazard participou em cinco gols, concretizando um deles e realizando quatro assistências, completou 23 dribles, mais que qualquer jogador do torneio.

### Copa do Mundo 2018
No dia 21 de maio de 2018, o treinador Roberto Martínez convocou-o para disputar a Copa do Mundo FIFA de 2018 na Rússia. Hazard foi nomeado capitão da Bélgica para o torneio. Estreou dando assistência para o gol de Romelu Lukaku na vitória por 3–0 sobre o Panamá. Em 23 de junho, Hazard foi o destaque da partida contra a Tunísia ao marcar dois gols e ser eleito o Homem do Jogo. Hazard não jogou na vitória por 1 a 0 sobre a Inglaterra, já que ele, junto com outros oito titulares nas duas partidas anteriores, foram poupados por Roberto Martinez.
Pelas oitavas de final foi eleito novamente Homem do Jogo na vitória por 3–2 sobre o Japão, deu uma assistência para o gol de Fellaini. Hazard fez grande partida e comandou a vitória por 2–1 sobre o Brasil. Nessa partida, Hazard estabeleceu um recorde da Copa do Mundo, de dribles completos em qualquer jogo da Copa do Mundo desde 1966, com uma taxa de sucesso de 100% em dez dribles. Em 14 de julho, Hazard garantiu a vitória para a Bélgica com seu gol no minuto 82 na vitória de 2–0 sobre a Inglaterra na disputa pelo terceiro lugar e foi eleito pela terceira vez Homem do Jogo. Nas seis partidas que disputou, Hazard participou em cinco gols, concretizando três deles e realizando duas assistências. Em números totais do torneio, ele completou 40 dribles, ficando atrás apenas de Diego Maradona (com 53, em 1986), Jairzinho (47, em 1970) e Lionel Messi (46, em 2014), foi eleito o Homem do Jogo três vezes e foi premiado com a Bola de Prata.

## Características técnicas
Eden Hazard tem as características técnicas do clássico número dez: pés suaves, especialmente o direito. Hoje, ele pode ser razoavelmente referido como o melhor intérprete do papel mais fascinante e controverso do futebol: o "craque". Dotado de uma técnica superfina, Hazard consegue, de fato, combinar imaginação e concretude como os grandes atores deste papel, combinando-os com sua velocidade no tiro curto e mudança de direção, Hazard, especialmente nos primeiros metros, tornando difícil conter no um contra um bem como pelas costas. As habilidades técnicas que ele possui também permitem que ele realize um número considerável de dribles por jogo com uma extraordinária taxa de sucesso.

## Vida Pessoal
Hazard casou-se com Natacha Van Honacker em 26 de abril de 2012. O casal tem quatro filhos: Yanis, nascido em 19 de dezembro de 2010, Léo, nascido em 30 de janeiro de 2013, Samy, nascido em 26 de setembro de 2015 e Santi, nascidos em 19 de outubro de 2019.

## Estatísticas
Atualizado até 13 de maio de 2023.

### Clubes
| Equipe            | Temporada         | Campeonato nacional | Campeonato nacional | Campeonato nacional | Copa nacional | Copa nacional | Copa nacional | Competições continentais | Competições continentais | Competições continentais | Outros torneios | Outros torneios | Outros torneios | Total | Total | Total   |
| Equipe            | Temporada         | Jogos               | Gols                | Assist.             | Jogos         | Gols          | Assist.       | Jogos                    | Gols                     | Assist.                  | Jogos           | Gols            | Assist.         | Jogos | Gols  | Assist. |
| ----------------- | ----------------- | ------------------- | ------------------- | ------------------- | ------------- | ------------- | ------------- | ------------------------ | ------------------------ | ------------------------ | --------------- | --------------- | --------------- | ----- | ----- | ------- |
| Lille             | 2007–08           | 4                   | 0                   | 0                   | –             | –             | –             | –                        | –                        | –                        | –               | –               | –               | 4     | 0     | 0       |
| Lille             | 2008–09           | 30                  | 4                   | 1                   | 5             | 2             | 2             | –                        | –                        | –                        | –               | –               | –               | 35    | 6     | 3       |
| Lille             | 2009–10           | 37                  | 5                   | 8                   | 3             | 1             | 0             | 12                       | 4                        | 3                        | –               | –               | –               | 52    | 10    | 11      |
| Lille             | 2010–11           | 38                  | 7                   | 10                  | 7             | 5             | 1             | 9                        | 0                        | 2                        | –               | –               | –               | 54    | 12    | 13      |
| Lille             | 2011–12           | 38                  | 20                  | 15                  | 4             | 1             | 1             | 6                        | 0                        | 2                        | 1               | 1               | 1               | 49    | 22    | 19      |
| Lille             | Total             | 147                 | 36                  | 34                  | 19            | 9             | 4             | 27                       | 4                        | 7                        | 1               | 1               | 1               | 194   | 50    | 46      |
| Chelsea           | 2012–13           | 34                  | 9                   | 11                  | 11            | 3             | 4             | 14                       | 1                        | 5                        | 3               | 0               | 1               | 62    | 13    | 21      |
| Chelsea           | 2013–14           | 35                  | 14                  | 7                   | 4             | 0             | 1             | 10                       | 3                        | 0                        | –               | –               | –               | 49    | 17    | 8       |
| Chelsea           | 2014–15           | 38                  | 14                  | 9                   | 7             | 2             | 0             | 7                        | 3                        | 3                        | –               | –               | –               | 52    | 19    | 12      |
| Chelsea           | 2015–16           | 31                  | 4                   | 3                   | 3             | 2             | 3             | 8                        | 0                        | 1                        | 1               | 0               | 0               | 43    | 6     | 7       |
| Chelsea           | 2016–17           | 36                  | 16                  | 5                   | 7             | 1             | 2             | –                        | –                        | –                        | –               | –               | –               | 43    | 17    | 7       |
| Chelsea           | 2017–18           | 34                  | 12                  | 4                   | 9             | 2             | 5             | 8                        | 3                        | 4                        | –               | –               | –               | 51    | 17    | 13      |
| Chelsea           | 2018–19           | 37                  | 16                  | 15                  | 7             | 3             | 0             | 8                        | 2                        | 3                        | –               | –               | –               | 52    | 21    | 17      |
| Chelsea           | Total             | 245                 | 85                  | 54                  | 48            | 13            | 15            | 55                       | 12                       | 15                       | 4               | 0               | 1               | 352   | 110   | 85      |
| Real Madrid       | 2019–20           | 16                  | 1                   | 3                   | 0             | 0             | 0             | 6                        | 0                        | 1                        | –               | –               | –               | 22    | 1     | 4       |
| Real Madrid       | 2020–21           | 14                  | 3                   | 0                   | 1             | 0             | 0             | 5                        | 1                        | 0                        | 1               | 0               | 0               | 21    | 4     | 0       |
| Real Madrid       | 2021–22           | 18                  | 0                   | 1                   | 2             | 1             | 1             | 3                        | 0                        | 0                        | –               | –               | –               | 23    | 1     | 2       |
| Real Madrid       | 2022–23           | 6                   | 0                   | 1                   | 1             | 0             | 0             | 3                        | 1                        | 0                        | –               | –               | –               | 10    | 1     | 1       |
| Real Madrid       | Total             | 54                  | 4                   | 5                   | 4             | 1             | 1             | 17                       | 2                        | 1                        | 1               | 0               | 0               | 76    | 7     | 11      |
| Total na carreira | Total na carreira | 446                 | 125                 | 93                  | 71            | 23            | 20            | 99                       | 18                       | 23                       | 6               | 1               | 2               | 622   | 167   | 146     |

### Seleção Belga
Expanda a caixa de informações para conferir todos os jogos deste jogador, pela sua seleção nacional.
Sub-17
|     | Data                    | Local                            | Resultado | Adversário     | Gol(s) | Competição                |
| --- | ----------------------- | -------------------------------- | --------- | -------------- | ------ | ------------------------- |
| 1.  | 27 de outubro de 2006   | Verviers                         | 1–6       | Espanha        | 0      | Amistoso                  |
| 2.  | 9 de janeiro de 2007    |                                  | 0–2       | Turquia        | 0      | Amistoso                  |
| 3.  | 11 de janeiro de 2007   |                                  | 0–2       | Turquia        | 0      | Amistoso                  |
| 4.  | 21 de fevereiro de 2007 |                                  | 1–2       | Coreia do Sul  | 0      | Amistoso                  |
| 5.  | 4 de abril de 2007      | Mersch                           | 2–1       | Luxemburgo     | 0      | Amistoso                  |
| 6.  | 2 de maio de 2007       | Stade Leburton, Tubize           | 2–2       | Países Baixos  | 1      | Europeu Sub-17 2007       |
| 7.  | 4 de maio de 2007       | Stade Luc Varenne, Tournai       | 1–1       | Inglaterra     | 0      | Europeu Sub-17 2007       |
| 8.  | 7 de maio de 2007       | Stade Luc Varenne, Tournai       | 5–1       | Islândia       | 0      | Europeu Sub-17 2007       |
| 9.  | 10 de maio de 2007      | Stade Luc Varenne, Tournai       | 1–1       | Espanha        | 0      | Europeu Sub-17 2007       |
| 10. | 10 de agosto de 2007    |                                  | 1–2       | França         | 1      | Amistoso                  |
| 11. | 20 de agosto de 2007    | Changwon Civic Stadium, Changwon | 2–4       | Tunísia        | 0      | Copa do Mundo Sub-17 2007 |
| 12. | 23 de agosto de 2007    | Changwon Civic Stadium, Changwon | 1–0       | Tadjiquistão   | 0      | Copa do Mundo Sub-17 2007 |
| 13. | 26 de agosto de 2007    | Suwon Civic Stadium, Suwon       | 0–2       | Estados Unidos | 0      | Copa do Mundo Sub-17 2007 |
| 14. | 27 de fevereiro de 2008 |                                  | 0–0       | França         | 0      | Amistoso                  |
| 15. | 19 de março de 2008     | Makarska                         | 1–1       | Suíça          | 0      | Elim. Europeu Sub-17 2008 |
| 16. | 21 de março de 2008     | Stadion Gospin dolac, Imotski    | 0–4       | Croácia        | 0      | Elim. Europeu Sub-17 2008 |
| 17. | 24 de março de 2008     | Stadion Gospin dolac, Imotski    | 5–2       | Dinamarca      | 0      | Elim. Europeu Sub-17 2008 |

Sub-19
|     | Data                  | Local                           | Resultado | Adversário  | Gol(s) | Competição                |
| --- | --------------------- | ------------------------------- | --------- | ----------- | ------ | ------------------------- |
| 1.  | 12 de outubro de 2007 | Bootham Crescent, Iorque        | 4–0       | Romênia     | 0      | Elim. Europeu Sub-19 2008 |
| 2.  | 14 de outubro de 2007 | Spotland Stadium, Rochdale      | 1–3       | Islândia    | 0      | Elim. Europeu Sub-19 2008 |
| 3.  | 17 de outubro de 2007 | Glanford Park, Scunthorpe       | 1–3       | Inglaterra  | 0      | Elim. Europeu Sub-19 2008 |
| 4.  | 6 de setembro de 2008 | Mariupol                        | 2–5       | Ucrânia     | 0      | Amistoso                  |
| 5.  | 8 de setembro de 2008 | Mariupol                        | 0–2       | Ucrânia     | 0      | Amistoso                  |
| 6.  | 5 de outubro de 2008  | Kuusalu Stadium, Kuusalu        | 2–1       | Cazaquistão | 0      | Elim. Europeu Sub-19 2009 |
| 7.  | 7 de outubro de 2008  | Kadrioru staadion, Tallinn      | 5–0       | Estónia     | 1      | Elim. Europeu Sub-19 2009 |
| 8.  | 10 de outubro de 2008 | Kuusalu Stadium, Kuusalu        | 2–2       | Croácia     | 2      | Elim. Europeu Sub-19 2009 |
| 9.  | 5 de junho de 2009    | Complex Op De Keiberg, Tongeren | 1–0       | Irlanda     | 1      | Elim. Europeu Sub-19 2009 |
| 10. | 7 de junho de 2009    | Mijnstadion, Beringen           | 5–0       | Suécia      | 1      | Elim. Europeu Sub-19 2009 |
| 11. | 10 de junho de 2009   | Mijnstadion, Beringen           | 1–1       | Suíça       | 1      | Elim. Europeu Sub-19 2009 |

Seleção Principal
| #   | Data                   | Local                    | Adversário           | Placar | Resultado | Competição               |
| --- | ---------------------- | ------------------------ | -------------------- | ------ | --------- | ------------------------ |
| 1.  | 7 de outubro de 2011   | Bruxelas, Bélgica        | Cazaquistão          | 2–0    | 4–1       | Elim. Euro 2012          |
| 2.  | 25 de maio de 2012     | Bruxelas, Bélgica        | Montenegro           | 2–1    | 2–2       | Amistoso                 |
| 3.  | 6 de fevereiro de 2013 | Bruges, Bélgica          | Eslováquia           | 1–0    | 2–1       | Amistoso                 |
| 4.  | 22 de março de 2013    | Escópia, Macedónia       | Macedônia do Norte   | 2–0    | 2–0       | Elim. Copa do Mundo 2014 |
| 5.  | 26 de março de 2013    | Bruxelas, Bélgica        | Macedônia do Norte   | 1–0    | 1–0       | Elim. Copa do Mundo 2014 |
| 6.  | 1 de junho de 2014     | Estocolmo, Suécia        | Suécia               | 2–0    | 2–0       | Amistoso                 |
| 7.  | 28 de março de 2015    | Bruxelas, Bélgica        | Chipre               | 4–0    | 5–0       | Elim. Euro 2016          |
| 8.  | 7 de junho de 2015     | Saint-Denis, França      | França               | 4–1    | 4–3       | Amistoso                 |
| 9.  | 3 de setembro de 2015  | Bruxelas, Bélgica        | Bósnia e Herzegovina | 3–1    | 3–1       | Elim. Euro 2016          |
| 10. | 6 de setembro de 2015  | Nicósia, Chipre          | Chipre               | 1–0    | 1–0       | Elim. Euro 2016          |
| 11. | 10 de outubro de 2015  | Andorra-a-Velha, Andorra | Andorra              | '30–1  | 4–1       | Elim. Euro 2016          |
| 12. | 13 de outubro de 2015  | Bruxelas, Bélgica        | Israel               | 3–0    | 3–1       | Elim. Euro 2016          |
| 13. | 5 de junho de 2016     | Bruxelas, Bélgica        | Noruega              | 2–2    | 3–2       | Amistoso                 |
| 14. | 26 de junho de 2016    | Toulouse, França         | Hungria              | 3–0    | 4–0       | Eurocopa de 2016         |
| 15. | 7 de outubro de 2016   | Bruxelas, Bélgica        | Bósnia e Herzegovina | 2–0    | 4–0       | Elim. Copa do Mundo 2018 |
| 16. | 10 de outubro de 2016  | Faro, Portugal           | Gibraltar            | 6–0    | 6–0       | Elim. Copa do Mundo 2018 |
| 17. | 13 de novembro de 2016 | Bruxelas, Bélgica        | Estónia              | 3–0    | 8–1       | Elim. Copa do Mundo 2018 |
| 18. | 31 de agosto de 2017   | Liège, Bélgica           | Gibraltar            | 6–0    | 9–0       | Elim. Copa do Mundo 2018 |
| 19. | 10 de outubro de 2017  | Bruxelas, Bélgica        | Chipre               | 1–0    | 4–0       | Elim. Copa do Mundo 2018 |
| 20. | 10 de outubro de 2017  | Bruxelas, Bélgica        | Chipre               | 3–0    | 4–0       | Elim. Copa do Mundo 2018 |
| 21. | 10 de novembro de 2017 | Bruxelas, Bélgica        | México               | 1–0    | 3–3       | Amistoso                 |
| 22. | 6 de junho de 2018     | Bruxelas, Bélgica        | Egito                | 2–0    | 3–0       | Amistoso                 |
| 23. | 23 de junho de 2018    | Moscou, Rússia           | Tunísia              | 1–0    | 5–2       | Copa do Mundo de 2018    |
| 24. | 23 de junho de 2018    | Moscou, Rússia           | Tunísia              | 4–1    | 5–2       | Copa do Mundo de 2018    |
| 25. | 14 de julho de 2018    | São Petersburgo, Rússia  | Inglaterra           | 2–0    | 2–0       | Copa do Mundo de 2018    |
| 26. | 7 de setembro de 2018  | Glasgow, Escócia         | Escócia              | 2–0    | 4–0       | Amistoso                 |
| 27. | 11 de setembro de 2018 | Reykjavík, Islândia      | Islândia             | 1–0    | 3–0       | Liga das Nações da UEFA  |
| 28. | 21 de março de 2019    | Bruxelas, Bélgica        | Rússia               | 2–1    | 3–1       | Elim. Eurocopa 2020      |
| 29. | 21 de março de 2019    | Bruxelas, Bélgica        | Rússia               | 3–1    | 3–1       | Elim. Eurocopa 2020      |
| 30. | 24 de março de 2019    | Nicósia, Chipre          | Chipre               | 1–0    | 2–0       | Elim. Eurocopa 2020      |
| 31. | 16 de novembro de 2019 | São Petersburgo, Rússia  | Rússia               | 2–0    | 4–1       | Elim. Eurocopa 2020      |
| 32. | 16 de novembro de 2019 | São Petersburgo, Rússia  | Rússia               | 3–0    | 4–1       | Elim. Eurocopa 2020      |

## Títulos
Lille
- Ligue 1: 2010–11
- Copa da França: 2010–11

Chelsea
- Liga Europa da UEFA: 2012–13 e 2018–19
- Copa da Liga Inglesa: 2014–15
- Premier League: 2014–15 e 2016–17
- Copa da Inglaterra: 2017–18

Real Madrid
- La Liga: 2019–20 e 2021–22
- Supercopa da Espanha: 2021–22
- Liga dos Campeões da UEFA: 2021–22
- Supercopa da UEFA: 2022
- Copa do Rei: 2022–23

### Prêmios individuais
- Melhor Jogador Jovem da Ligue 1: 2008–09 e 2009–10[53]
- Jogador do Mês da Ligue 1: Março de 2010, Março de 2011, Março de 2012 e Abril de 2012[54]
- Equipe do Ano da Ligue 1: 2009–10, 2010–11 e 2011–12[55]
- Melhor Jogador da Ligue 1: 2010–11 e 2011–12[56]
- Troféu Bravo: 2011[57]
- Equipe do Ano da Premier League: 2012–13, 2013–14, 2014–15 e 2016–17[58]
- Jogador do Ano do Chelsea: 2013–14, 2014–15, 2016–17 e 2018–19[59]
- Jogador Jovem do Ano da PFA: 2014[60]
- Melhor Jogador da Premier League: 2014–15[61]
- Futebolista Inglês do Ano da PFA: 2014–15[62]
- Futebolista Inglês do Ano da FWA: 2014–15[63]
- Equipe do Ano da European Sports Magazines: 2014–15 e 2018–19[64]
- Jogador do Mês da Premier League: Outubro de 2016 e Setembro de 2018[61]
- Jogador Belga do Ano: 2017, 2018 e 2019[65]
- Time do Ano da UEFA: 2017 e 2018[66]
- Seleção da Copa do Mundo: 2018[67]
- Bola de Prata da Copa do Mundo: 2018[68]
- FIFPro World XI: 2018 e 2019[69]
- Atleta Belga do Ano: 2018[70]
- Futebolista Inglês do Ano dos Fãs da PFA: 2018–19[71]
- Melhor Jogador da Final da Liga Europa da UEFA: 2018–19[72]
- Melhor Jogador da Liga Europa da UEFA: 2018–19[72]
- Equipe Histórica da Seleção Belga: 2021[73]

### Líder de assistências
- Premier League de 2018–19 (15 assistências)[74]
- Euro 2016 (4 assistências)[75]
- Copa do Mundo FIFA de 2018 (2 assistências)[76]